# Хохлевский сельсовет
Хохлевский сельсовет — упразднённая административно-территориальная единица, существовавшая на территории Московской губернии и Московской области до 1925 и в 1926—1954 годах.
Хохлевский сельсовет был образован в первые годы советской власти. По данным 1923 года он входил в состав Егорьевской волости Егорьевского уезда Московской губернии.
В 1925 году Хохлевский с/с был присоединён к Заболотьевскому с/с, но 16 ноября 1926 года выделен вновь.
В 1929 году Хохлевский с/с был отнесён к Егорьевскому району Орехово-Зуевского округа Московской области. При этом к нему были присоединены Забелинский с/с бывшей Егорьевской волости, а также Незговский с/с бывшей Поминовской волости.
14 июня 1954 года Хохлевский с/с был упразднён. При этом его территория была передана в Заболотьевский с/с.